# George Enescu (zeneszerző)
George Enescu (Liveni [ma George Enescu], 1881. augusztus 19. – Párizs, 1955. május 4.) nemzetközi hírű román zeneszerző, hegedűművész, pedagógus, karmester.

## Életpályája
A Botoșani megyei Liveniben született. Már gyerekkorától nagyfokú érdeklődést tanúsított a zene iránt. 4 éves korában kezdett hegedűn játszani, 5 évesen megjelent első koncertje és Eduard Caudella irányítása alatt elkezdte zeneszerzői tanulmányait.
1888-1894 között a Bécsi Konzervatóriumban tanult, ahol többek között Joseph Hellmesberger (hegedű) és Robert Fuchs (zeneszerzés) voltak a tanárai. Hamar feltalálta magát a bécsi zenei életben, koncertjei, amikben Johannes Brahms, Pablo de Sarasate, Henri Vieuxtemps, Felix Mendelssohn Bartholdy alkotásait adta elő, elkápráztatva a sajtót és a közönséget, hiszen mindössze 12 éves volt ekkor.
Miután ezüstéremmel végzett a Bécsi Konzervatóriumban, tanulmányait a Párizsi Konzervatóriumban folytatta Armand Marsick (hegedű), André Gédalge (ellenpont), Jules Massenet és Gabriel Fauré (zeneszerzés) tanárok keze alatt. 1898 február 6-án zeneszerzőként debütált a Colonne Koncerteken belül az Opus 1 szimfóniájával. Ugyanebben az évben kezdett bukaresti koncerteket vezényelni. Csodálói közé tartozott Erzsébet román királyné (a műkedvelő Carmen Sylva). Ennek köszönhetően Enescu gyakori vendég volt a Sinaia-i Peles kastélyban, ahol hegedűre írt zeneszámokat adott elő, vagy a királynő némely versét megzenésítve nagyszerű liedeknek adott életet.
A 20. század első éveiben keletkeztek legismertebb szerzeményei, így a Román rapszódiák, op. 11 (I., A-dúr: 1901, II., D-dúr: 1902), II. intermezzo, op. 12 No. 2 1903, első felnőttkori szimfóniája (Esz-dúr, op. 13 1905, Hét dal Clément Marot verseire (1908).
Zenei élete Bukarest és Párizs között váltakozik, és több európai országban tett turnét is magába foglalt. Olyan híres partnerei voltak, mint Alfredo Casella, Pablo Casals, Louis Fournier, Richard Strauss.
Az első világháború alatt Bukarestben maradt és karmesterként tevékenykedik. Többek között vezényelte Ludwig van Beethoven IX. szimfóniáját (első alkalommal volt hallható teljes egészében Romániában), valamint Hector Berlioz, Richard Wagner, Claude Debussy szerzeményeit, valamint saját darabjait: II. szimfónia (A-dúr, op. 17); 1913), Kíséret zenekarra No.2 (1915). Ebben az évben tartanak először George Enescu zeneszerzési versenyt.
A háború után folytatta Románia és Franciaország között megosztott tevékenységét. Emellett több alkalommal megfordult az Amerikai Egyesült Államokban, ahol philadelphiai (1923) és New York-i (1938) zenekarokat vezényelt.
Enescu egyre nagyobb hírnévre tett szert. Tanítványai közé tartoznak Christian Ferras, Ivry Gitlis, Arthur Grumiaux és Yehudi Menuhin hegedűművészek. Ez utóbbi mély tisztelettel és elismeréssel viseltetett mestere iránt, akit szellemi apjaként is számontartott.
"Számomra Enescu a világ nagyszerű csodáinak egyike. Karaktere és alakja a lelkembe van írva, miként egy Sinaia-i fába vagy hegybe. Erős gyökerei és lelki nemessége hazájából származnak, egy hazából, mely páratlanul szép." (Yehudi Menuhin)

## AzOidipuszopera
Az 1920-31-es években monumentális dramatikai és zenei művén dolgozott, az Oidipusz című operán (op. 23), ami igazán ismertté csak 50 évvel a szerző halálát követően vált; így az Amerikai Egyesült Államokban először 2005-ben mutatták be. Ezt az alkotását Maria Tescanu Rosettinek ajánlotta, aki egyike volt a királynő társalkodónőinek. Az asszony Mihail G. Cantacuzinóval való házassága és Nae Ionescu filozófushoz fűződő szerelme után savat öntött arcára. A hír hallatára Enescu visszatért Párizsból Bukarestbe, hogy a szeretett hölgy ágyánál virraszthasson. Ez az epizód egész életére elváltoztatta Maria Tescanu arcát, ezért az ezt követő képein mindig fekete fátyollal jelent meg. Enescu 1937. december 4-én vette feleségül. Ezek az előzmények közrejátszottak az Oidipusz opera megkomponálásában. A mű bemutatójára Párizsban került sor, 1936. március 13-án, és azonnali sikert mondhatott a magáénak. Az opera nemzetközi karrierjét a második világháború kitörése szakította meg, amikor 1940-ben Párizs a német hadsereg megszállása alá került.

## Kései művei

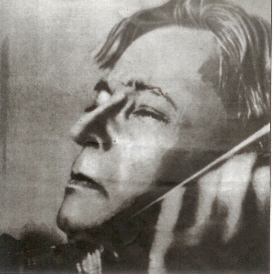
George Enescu Chausson Poémájának előadása közben

A második világháború idején Bukarestben maradt, ahol gazdag karmesteri aktivitást fejtett ki. A háború után David Ojsztrah, Lev Oborin, Emil Gilelsz és Yehudi Menuhin művészekkel együtt koncertezett.
Élete utolsó éveiben szerezte a II. vonósnégyes-t (G-dúr, op. 23 No. 2, (1950–51), a Kamaraszimfónia tizenkét szólóhangszerre (op. 33, 1954), befejezte Vox Maris szimfonikus költeményét.
A romániai kommunista rendszer megszilárdulása után véglegesen Párizsba költözött, ahol az 1955. május 3. és 4. közötti éjszakán meghalt.

## Enescu emlékházak
Bukarestben található "George Enescu" Emlékmúzeum, illetve emlékház Sinaia-n. A egykori Cantacuzino-palota, ahol Enescu és hitvese laktak, most a Zenemúzeumnak ad otthont.

## Stílusa
Szerzeményeinek stílusa nehezen határozható meg, egyes művei rokoníthatók a romantikus irányzattal. Némely zenedarabján a francia zene hatása érződik, másokon pedig újbarokk törekvések figyelhetők meg. Természetesen a nemzetével kapcsolatos szerzeményei magukon viselik a román népiesség jegyeit.
Nemzetközi ismertsége elsősorban a I. román rapszódiának tudható be. Sajnálatos tény, hogy más jelentős alkotásai nem örvendhetnek ilyen fokú ismertségnek és érdeklődésnek. Teljes feledésbe merülésüktől azonban mégse kell tartani, hiszen az évi rendszerességgel Bukarestben megrendezett George Enescu Nemzetközi Fesztiválon a világ jeles zenészei szólaltatják meg ezeket.

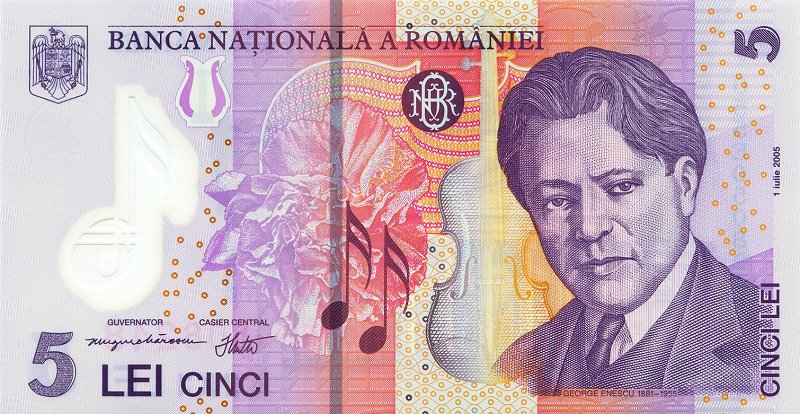
Arcképe az 5 lejes bankjegyen